# Bald and Bankrupt
Bald and Bankrupt (в переводе с англ. — «Лысый и обанкротившийся») — англоязычный YouTube-канал, который ведёт британский туристический видеоблогер Бенджамин Рич (англ. Benjamin Rich, род. 1 июля 1974, Брайтон) или Мистер Болд (англ. Mr. Bald).
Рич открыл канал в июне 2018 года, документируя Индийский субконтинент и постсоветские государства. По состоянию на апрель 2024 года его канал имеет 4,08 миллиона подписчиков и более 640 миллионов просмотров.

## История создания
Основной темой канала являются исследования постсоветского пространства. Однако канал стартовал как видеоблог из Индии, когда Рич подал заявление о банкротстве в Великобритании из-за неудачи в бизнесе, что наряду с его бритой головой вдохновило его на название его канала. Автор канала уверенно владеет русским языком и изъясняется на хинди. С тех пор как он решился на путешествие в Восточную Европу, внимание к его видео возросло. 12 апреля 2018 года он, под псевдонимом Артур Чичестер, выпустил книгу «Горящий край: путешествие по облучённой Беларуси», в которой описывает свой опыт путешествия по частям Беларуси, пострадавшим от Чернобыльской катастрофы. Автор отмечает, что стремится «показать жизнь настоящих местных жителей, вдали от туристических мест и кафе Starbucks». В июне 2019 года статья про Рича и его канал на YouTube была опубликована в газете The Daily Express.

## Оценки
Контент Рича привлекает внимание различных местных СМИ в городах и регионах, которые он посещает. Нью-делийское издание The New Learn сообщило о путешествиях Рича по Индии в январе 2019 года. Они высоко оценили его посещение лагерей беженцев для индуистов в Северном Дели, оказавшихся в затруднительном положении после кризиса в Пакистане, описав его видео как «знакомящее мир с настоящей и аутентичной Индией, где люди по-прежнему открывают свои ланчбоксы незнакомцам, где чай является началом пожизненных отношений, где доверие значит больше, чем деньги, и где повсюду царит оживление».
В марте 2019 года Hindustan Times сообщила о том, как он разоблачил мошенничество с ценами для туристов в аэропорту Дели. В июне 2019 года Рич обсуждался в словацкой прессе в связи с его визитом в район Луник IX, который он описал как «крупнейший в Европе бедный цыганский квартал». В статье описывалось, как, несмотря на предупреждения о том, что этот район является одним из самых опасных в Европе, его приветствовали местные жители, которые свободно говорили по-английски и пригласили его в свои удивительно современные и чистые дома, которые он описал как «лучшие, чем его квартира в Великобритании». В июле 2019 шведский YouTube-блогер PewDiePie в эпизоде серии подкастов YouTube Cold Ones заявил, что Bald and Bankrupt — его любимый YouTube-канал.
Журналист Афиши Daily Любава Зайцева в сентябре 2019 года написала о выборе Ричем российских направлений, заявив, что даже её российские читатели «не видели такой России», и похвалила его за то, что он «старается дистанцироваться от туристических мест» и показывает города «изнутри, общаясь с местными жителями». В ноябре 2019 года Russia Beyond включил канал Bald and Bankrupt в список шести блогов на YouTube, «где иностранцы показывают вам настоящую Россию». Издание отметило его «открытость к местным жителям и непредсказуемость».

## Происшествия
Видео Рича о поездке в Патаманту в Боливии было названо Gizmodo Español «более страшным, чем въезд в Чернобыль». В видео он сообщил местной женщине, что он турист, на что она предупредила, что в этом районе «сжигают людей». Позже к Ричу подошли двое мужчин, проверили его паспорт и дали ему 30 минут, чтобы покинуть район.
После комментария, который он сделал о чеченских женщинах на видео, снятом в ноябре 2019 года в поезде в Чечню, Рича заставили извиниться на камеру, что является распространённой практикой в Чечне.
В мае 2020 года, после исследования запретных зон в Сербии во время пандемии COVID-19, Рич исчез на два месяца, пока позже не выяснилось, что он заразился COVID-19 во время пребывания в стране. К тому времени, когда он обратился за медицинской помощью, он не мог ходить в туалет и дышать. Он узнал, что у него низкий уровень кислорода в крови и он страдает от полиорганной недостаточности, и провёл неделю в отделении интенсивной терапии. Сообщив поклонникам на YouTube о своей болезни, лечении и выздоровлении, он призвал их не повторять ошибок и серьёзно относиться к вирусу. Данное видео было удалено.
7 мая 2022 года стало известно, что Рич и его спутница гражданка Белоруссии Алина Целупа задержаны на космодроме Байконур. Спустя несколько часов был отпущен на свободу после уплаты штрафа за нарушение пропускного режима охраняемого объекта.
1 сентября 2022 года в видео, озаглавленном The Journey Is Over («Путешествие окончено»), Рич сообщил, что вынужден покинуть Россию в связи с постановлением Биробиджанского районного суда Еврейской автономной области. В видео Рич не сообщил, какое правонарушение ему вменялось, однако согласно информации, опубликованной на сайте суда, он был осуждён по статье 20.3.3 ч.1 КоАП РФ («Публичные действия, направленные на дискредитацию Вооруженных Сил Российской Федерации, не содержащие признаков уголовно наказуемого деяния»). На видео, размещенном на нескольких YouTube-каналах, видно, как Рича допрашивают российские силовики, которые задают ему вопросы о том, почему он назвал Владимира Путина «сумасшедшим», почему он разместил ссылку для сбора средств для Украины и получал ли он инструкции от YouTube на тему освещения конфликта России и Украины.